# Reject The Sickness
Reject The Sickness is een Belgische melodische death metal-band met metalcore-invloeden.

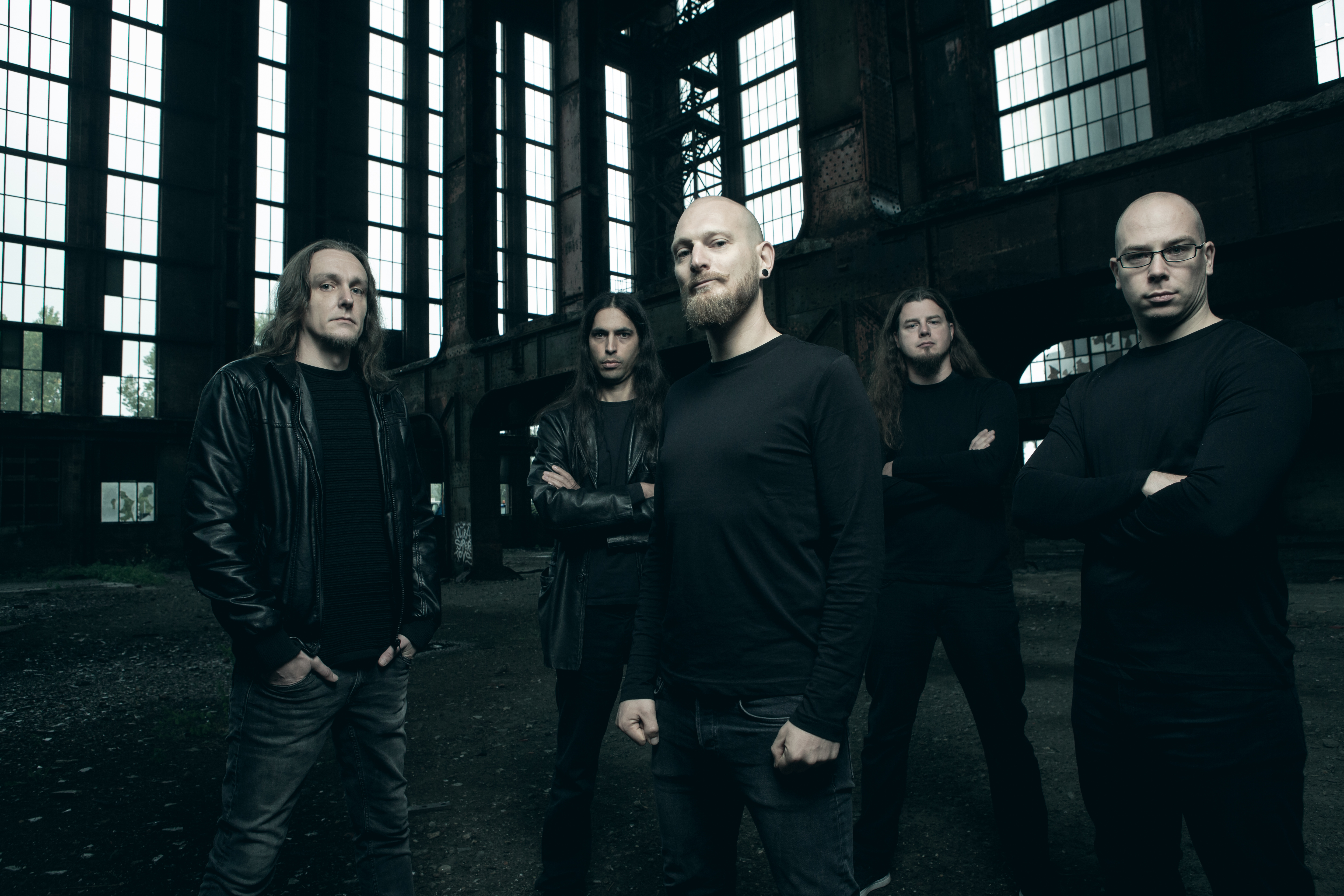
REJECT THE SICKNESS

## Biografie
Reject The Sickness werd opgericht in 2008 door Guy Vercruysse en Ruben Van der Beken. In 2010 had Reject The Sickness zijn eerste volwaardige line-up. Die bestond uit Guy Vercruysse, Ruben Van der Beken, Kris Seghers, Floris Desmet en Pepijn Desmet. In die bezetting werd de eerste mini-cd gemaakt, genaamd Bloodstained Eyes. De mini-cd werd opgenomen in de Clean And Dirty Studio van zanger Guy Vercruysse en de mix en master werd gedaan door CCR in België. De mini-cd werd in 2013 in eigen beheer uitgegeven en later, in 2014, werd deze opnieuw uitgebracht onder Deathwake records (B) en Headshot records (B). In 2014 stond de band op Antwerp Metal Fest.
In 2015 sloot de band met zowel met Mighty Music als Flaming Arts Agency een deal. Chains Of Solitude zag het licht. De langspeler kwam wereldwijd zowel op cd als op zwarte 12" vinyl uit. Voor die plaat werd drummer Kris Seghers vervangen door Jannick Govaert. De plaat werd wederom opgenomen in de Clean And Dirty Studio. De plaat werd gemixt in Nederland door Jochen Jacobs bij Split Second Sound en de master gebeurde door Jacob Hansen. De band toerde in 2015 onder andere in het Verenigd Koninkrijk. Er werd voor Chains Of Solitude voor het eerst samengewerkt met de videokunstenares Malika Maria at wOrk voor een videoclip voor het nummer Hopeless.
Het artwork op Bloodstained Eyes en op Chains Of Solitude werd gemaakt door Tfu-Art.
In 2016 stond de band op Graspop Metal Meeting. De band deed een korte club-tour in België waar ze samen met de visuals van Malika Maria at wOrk het publiek meenamen op een duistere trip.
In 2018 kwam de tweede langspeler, The Weight Of Silence, opnieuw uit bij het Deense Mighty Music. De plaat werd wereldwijd verdeeld en was te verkrijgen op cd en zwarte 12" vinyl. De drumopnames gebeurden door ACE ZEC in Oostende, de andere elementen werden opgenomen in de Clean And Dirty Studio. De muziek werd gemixt door ACE ZEC, de master gebeurde door Jacob Hansen. Er werd voor The Weight Of Silence samengewerkt met Thomas Verleye. Hij verzorgde de gitaaropnames en schreef mee aan de nummers. Er werd voor het nummer My Ire opnieuw samengewerkt met Malika Maria at wOrk. In 2018 werden de broers Floris en Pepijn Desmet vervangen door Jonas Messiaen en Zoran Van Bellegem. Ze stonden dat jaar voor het eerst op Metaldays, een festival in Slovenië. In de nieuwe bezetting werd onmiddellijk gewerkt aan een nieuwe ep.
In 2019 verscheen de ep The New Chapter. Het artwork werd verzorgd door Bram Bruyneel. De muziek werd integraal opgenomen door Guy Vercruysse in zijn Clean And Dirty Studio. De mix en master gebeurde door Black-Moon-Mixing. De muziek is met de nieuwe bezetting qua kleur iets donkerder geworden. De ep werd in eigen beheer uitgebracht. De drie nummers werden opnieuw door Malika Maria at work voorzien van de nodige beelden. Later dat jaar werkte de band, in samenwerking met Antichrist metalzine, mee aan een compilatie, A Tribute To Death. Reject The Sickness coverde voor die gelegenheid het nummer Suicide Machine.
In 2020 staat de band opnieuw op het Metaldays festival in Slovenië.
2021 tekende de band een deal met het Italiaanse Worm Hole Death label en bracht daarop While Our World Dissolves uit. Dit album zorgde er voor dat de band werd opgemerkt in Europa. Reject The Sickness tekende in 2022 een deal met MASSIVE MUSIC in Polen en deed daaropvolgend een Europese tournee met VADER. De volgende tournee voor 2023 wordt reeds voorbereid....
Conceptueel gaan de teksten over jongeren die in moeilijkheden verkeren. Guy Vercruysse werkt als opvoeder in de bijzondere Jeugdzorg. 
Het zijn donkere, fictieve teksten waarin de zanger in het hoofd van een slachtoffer kruipt en zo de wereld aanschouwt. Vaak gaat het over wraakgevoelens, maar doordat het slachtoffer zo verzwakt is, is het onmogelijk om tot actie over te gaan.

## Bezetting
- Guy Vercruysse, zang
- Ruben Van der Beken, gitaar
- Zoran Van Bellegem, leadgitaar
- Jonas Messiaen, basgitaar
- Jannick Govaert, drums

## Discografie
- 2010: Slack Muscles heal (demo)
- 2013: Bloodstained Eyes (MCD) - Label Headshot rec. & Deathwake Rec.
- 2015: Chains Of Solitude (cd, vinyl) - Label Mighty Music
- 2015: Bloodstained Eyes re-issue (digital + demo)
- 2018: The Weight Of Silence (cd, vinyl) - Label Mighty Music
- 2019: The New Chapter (ep) - Self Released
- 2021: While Our World Dissolves (cd and Gatefold vinyl) - Label Worm Hole Death Records
- 2022: Chains Of Solitude MMXXII (Re-recording first full album cd-digipack)